# Béguey

Béguey este o comună în departamentul Gironde din sud-vestul Franței. În 2009 avea o populație de 1.120 de locuitori.

## Evoluția populației
| An        | 1975  | 1982 | 1990 | 1999 | 2006  | 2009  |
| --------- | ----- | ---- | ---- | ---- | ----- | ----- |
| Populație | 1.054 | 866  | 910  | 916  | 1.059 | 1.120 |